# Gedichte von Heinrich Heine – 20 Lieder und Gesänge aus dem Lyrischen Intermezzo im Buch der Lieder

Titelblatt des Autographs

Die 20 Lieder und Gesänge nach Gedichten von Heinrich Heine sind ein Liederzyklus von Robert Schumann. Er bildet die Urfassung des später unter dem Titel Dichterliebe als op. 48 veröffentlichten Zyklus aus nur noch 16 Liedern. Der vollständige Titel lautet im Autograph: Gedichte | von Heinrich Heine. | 20 Lieder und Gesänge | aus dem Lyrischen Intermezzo im Buch der Lieder | für eine Singstimme und das Pianoforte | componirt | und | Hrn. Dr. Felix Mendelssohn Bartholdy | freundschaftlich zugeeignet | von | Robert Schumann. | 2ter Liederkreis | aus dem Buch der Lieder. | Op. 29. Heft. 1. u. 2.

## Entstehung
Robert Schumann komponierte die 20 Lieder und Gesänge im Zeitraum vom 24. Mai 1840 bis 1. Juni 1840; dieser Liederzyklus wurde ursprünglich Felix Mendelssohn Bartholdy gewidmet. Die Gedichte stammten aus dem Lyrischen Intermezzo (1822–1823) von Heinrich Heine, die in der Gedichtsammlung Buch der Lieder veröffentlicht wurden. Schumann versuchte zuerst ohne Erfolg den kompletten Zyklus bei verschiedenen Verlagen zu veröffentlichen. Erst 1844 wurden sie in reduzierter Form, mit 16 anstatt 20 Liedern, bei Edition Peters als sog. Dichterliebe (als op. 48) und in zwei Bänden zu je 8 Liedern veröffentlicht. 
Die vier ungedruckten und aussortierten Lieder (in der Urfassung: Nr. 5 und 6, sowie Nr. 15 und 16) wurden als Bestandteile späterer Liedersammlungen im op. 127 (Erstdruck: 1854 – Lieder Nr. 5 und 15 der Urfassung) und im op. 142 (Erstdruck: 1858 – Lieder Nr. 6 und 16) veröffentlicht. Darüber hinaus wurden vereinzelt auch in den 16 veröffentlichten Liedern der Dichterliebe op. 48 einige Kürzungen, sowie weitere Veränderungen, Vereinfachungen und harmonische Glättungen vorgenommen.
In den 20 Liedern ist zum einen eine motivische und thematische Entwicklung festzustellen, wie im sog. „Clara-Motiv“ (c – h/b – a – g/gis – a) oder in anderen Motiven und in einzelnen Tönen. Zum anderen ist entweder eine Quint- oder eine Terzverwandtschaft unter den Liedern ein charakteristisches Bindeglied in der Harmonik, wobei gewisse Entsprechungen und Symmetrien feststellbar sind.
Diese Gedichte von Heinrich Heine – 20 Lieder und Gesänge aus dem Lyrischen Intermezzo im Buch der Lieder zeigen als Urfassung der Dichterliebe nicht nur andere Merkmale in dem Klaviersatz, sondern auch in der Singstimme (Umfang: g° – as²/gis²), die im Gegensatz zum Erstdruck von 1844 stellenweise stärker in den Klaviersatz eingebettet ist. Vergleicht man beide Fassungen, so könnte man von der Urfassung als von einer Version sprechen, in der die Singstimme und das Pianoforte eher gleichberechtigt auftreten, wogegen die Fassung des Erstdrucks vereinzelt die Singstimme in den Vordergrund stellt.
In den letzten Jahren haben die Aufführungen der Urfassung ein größeres Interesse erfahren. 2023 wurde die Urfassung von 1840 erstmals in einer frei zugänglichen Publikation (Open Access) von Danijel Drilo veröffentlicht (siehe Editionen).

## Titel
Im Lyrischen Intermezzo aus dem Buch der Lieder wurden die Gedichte nicht mit Überschriften versehen, bei den Liedertiteln handelt es sich somit um Incipits.
1. Im wunderschönen Monat Mai
2. Aus meinen Thränen sprießen
3. Die Rose, die Lilie, die Taube
4. Wenn ich in deine Augen seh’
5. Dein Angesicht
6. Lehn’ deine Wang’
7. Ich will meine Seele tauchen
8. Im Rhein, im heiligen Strome
9. Ich grolle nicht
10. Und wüßten’s die Blumen
11. Das ist ein Flöten und Geigen
12. Hör’ ich das Liedchen klingen
13. Ein Jüngling liebt ein Mädchen
14. Am leuchtenden Sommermorgen
15. Es leuchtet meine Liebe
16. Mein Wagen rollet langsam
17. Ich hab’ im Traum geweinet
18. Allnächtlich im Traume
19. Aus alten Mährchen winkt es
20. Die alten, bösen Lieder

## Liedertexte (nach Schumanns Autograph)
1. Im wunderschönen Monat Mai,

als alle Knospen sprangen,

da ist in meinem Herzen

die Liebe aufgegangen.

Im wunderschönen Monat Mai,

als alle Vögel sangen,

da hab’ ich ihr gestanden

mein Sehnen und Verlangen.

2. Aus meinen Thränen sprießen

viel blühende Blumen hervor,

und meine Seufzer werden

ein Nachtigallenchor,

und wenn du mich lieb hast, Kindchen,

schenk’ ich dir die Blumen all’,

und vor deinem Fenster soll klingen

das Lied der Nachtigall.

3. Die Rose, die Lilie, die Taube, die Sonne,

Die liebt’ ich einst alle in Liebeswonne,

ich lieb’ sie nicht mehr, ich liebe alleine

die Kleine, die Feine, die Reine, die Eine;

sie selber, aller Liebe Bronne,

ist Rose und Lilie und Taube und Sonne,

  ich liebe alleine

  die Kleine, die Feine, die Reine, die Eine!

4. Wenn ich in deine Augen seh’,

so schwindet all’ mein Leid und Weh

doch wenn ich küsse deinen Mund,

so werd’ ich ganz und gar gesund.

Wenn ich mich lehn’ an deine Brust,

kommt’s über mich wie Himmelslust,

doch wenn du sprichst: ich liebe dich,

so muß ich weinen bitterlich.

5. Dein Angesicht so lieb und schön,

das hab’ ich jüngst im Traum geseh’n.

Es ist so mild und engelgleich,

und doch so bleich und schmerzensreich.

Und nur die Lippen, die sind roth,

bald aber küßt sie bleich der Tod,

erlöschen wird das Himmelslicht,

das aus den frommen Augen bricht.

  Dein Angesicht so lieb und schön,

  das hab’ ich jüngst im Traum geseh’n,

  es ist so mild, und engelgleich,

  und doch so bleich so schmerzensbleich.

6. Lehn deine Wang’ an meine Wang’,

dann fließen die Thränen zusammen,

und an mein Herz drück’ fest dein Herz,

dann schlagen zusammen die Flammen.

Und wenn in die große Flamme fließt

der Strom von unsern Thränen,

und wenn dich mein Arm gewaltig umschließt,

sterb’ ich vor Liebessehnen.

7. Ich will meine Seele tauchen

in den Kelch der Lilie hinein,

die Lilie soll klingend hauchen

ein Lied von der Liebsten mein.

Das Lied soll schauern und beben

wie der Kuß von ihrem Mund,

den sie mir einst gegeben

in wunderbar süßer Stund’.

8. Im Rhein, im heiligen Strome,

da spiegelt sich in den Well’n

mit seinem großen Dome

das große, heilige Cöln.

Im Dom da steht ein Bildniß,

auf goldenem Leder gemahlt.

In meines Lebens Wildniß

hat’s freundlich hineingestrahlt.

Es schweben Blumen und Englein

um unsre liebe Frau.

Die Augen, die Lippen, die Wänglein,

die gleichen der Liebsten genau.

9. Ich grolle nicht, und wenn das Herz auch bricht,

Ewig verlornes Lieb, ich grolle nicht.

Wie du auch strahlst in Diamanten Pracht,

es fällt kein Strahl in deines Herzens Pracht.

Das weiß ich längst.

  Ich grolle nicht, und wenn das Herz auch bricht.

Ich sah dich ja im Traume,

und sah die Nacht in deines Herzens Raume,

und sah die Schlang’, die dir am Herzen frißt,

ich sah, mein Lieb, wie sehr du elend bist.

  Ich grolle nicht.

10. Und wüßten’s die Blumen, die kleinen,

wie tief verwundet mein Herz,

sie würden mit mir weinen

zu heilen meinen Schmerz.

Und wüßten’s die Nachtigallen

wie ich so traurig und krank,

sie ließen fröhlich erschallen

erquickenden Gesang.

Und wüßten sie mein Wehe,

die goldenen Sternelein,

sie kämen aus ihrer Höhe,

und sprächen Trost mir ein.

Die alle können’s nicht wissen,

nur Eine kennt meinen Schmerz,

sie hat ja selbst zerrissen,

zerrissen mir das Herz.

11. Das ist ein Flöten und Geigen.

Trompeten schmettern drein

da tanzt den Hochzeitreigen,

die Herzallerliebste mein.

Das ist ein Klingen und Dröhnen,

von Pauken und von Schal’meien

dazwischen schluchzen und stöhnen,

die guten Engelein.

12. Hör’ ich das Liedchen klingen,

das einst die Liebste sang,

so will mir die Brust zerspringen,

vor wildem Schmerzendrang.

Es treibt mich ein dunkles Sehnen

hinauf zur Waldeshöh’

dort löst sich auf in Thränen

mein übergroßes Weh’.

13. Ein Jüngling liebt ein Mädchen,

die hat einen Andern erwählt,

der Andre liebt eine Andre,

und hat sich mit dieser vermählt.

Das Mädchen nimmt aus Aerger

den ersten besten Mann,

der ihr in den Weg gelaufen,

der Jüngling ist übel dran.

Es ist eine alte Geschichte,

doch bleibt sie immer neu,

und wem sie just passiret,

dem bricht das Herz entzwei.

14. Am leuchtenden Sommermorgen

geh’ ich im Garten herum.

Es flüstern und sprechen die Blumen,

ich aber wandle stumm.

Es flüstern und sprechen die Blumen

und schau’n mitleidig mich an:

Sei unserer Schwester nicht böse,

du trauriger, blasser Mann.

15. Es leuchtet meine Liebe

in ihrer dunkeln Pracht,

wie’n Mährchen traurig und trübe,

erzählt in der Sommernacht.

Im Zaubergarten wallen

zwei Buhlen stumm und allein,

Es singen die Nachtigallen,

es flimmert der Mondenschein.

Die Jungfrau steht still wie ein Bildniß,

der Ritter vor ihr kniet.

Da kommt der Ritter der Wildniß,

die bange Jungfrau flieht.

Der Ritter sinkt blutend zur Erde,

es stolpert der Riese nach Haus.

Wenn ich begraben werde

dann ist das Mährchen aus.

15. Mein Wagen rollet langsam

durch lustiges Waldesgrün,

durch blumige Thäler, die zaubrisch

im Sonnenglanze blüh’n.

Ich sitze und sinne und träume,

und denk’ an die Liebste mein;

Da grüßen drei Schattengestalten

kopfnickend zum Wagen herein,

sie hüpfen und schneiden Gesichter

so spöttisch und doch so scheu,

und quirlen wie Nebel zusammen,

und kichern und huschen vorbei.

17. Ich hab’ im Traum geweinet.

Mir träumte, du lägest im Grab.

Ich wachte auf, und die Thräne

floß noch von der Wange herab.

Ich hab’ im Traum geweinet.

Mir träumt’, du verließest mich,

Ich wachte auf, und ich weinte

Noch lange bitterlich.

Ich hab’ im Traum geweinet,

mir träumte, du wärst mir noch gut.

Ich wachte auf und noch immer

strömt meine Thränenfluth.

18. Allnächtlich im Traume seh’ ich dich

und sehe dich freundlich grüßen,

und laut aufweinend stürz’ ich mich

zu deinen süßen Füßen.

Du siehst mich an wehmüthiglich,

und schüttelst das blonde Köpfchen,

aus deinen Augen schleichen sich

die Perlenthränentröpfchen.

Du sagst mir heimlich ein leises Wort,

und giebst mir den Strauß von Cypressen;

ich wache auf und der Strauß ist fort

und’s Wort hab’ ich vergessen.

19. Aus alten Mährchen winkt es

hervor mit weißer Hand,

da singt es und da klingt es

von einem Zauberland:

wo bunte Blumen blühen

im gold’nen Abendlicht,

und lieblich duftend glühen

mit bräutlichem Gesicht;

Und grüne Bäume singen

uralte Melodein,

die Lüfte heimlich klingen

und Vögel schmettern drein.

Und Nebelbilder steigen

wohl aus der Erd’ hervor

und tanzen luft’gen Reigen

im wunderlichen Chor,

und blaue Funken brennen

an jedem Blatt und Reis,

und rothe Lichter rennen

im irren, wirren Kreis,

und laute Quellen brechen

aus wildem Marmorstein,

und seltsam in den Bächen

strahlt fort der Widerschein.

Ach: könnt’ ich dorthin kommen,

und dort mein Herz erfreu’n,

und aller Qual entnommen,

und frei und selig sein!

Ach, jenes Land der Wonne,

das seh’ ich oft im Traum.

Doch kommt die Morgensonne,

zerfließt’s wie eitel Traum.

20. Die alten bösen Lieder,

die Träume bös’ und arg,

die laßt uns jetzt begraben,

holt einen großen Sarg.

Hinein leg’ ich gar manches

doch sag’ ich noch nicht was.

Der Sarg muß sein noch größer,

wie’s Heidelberger Faß.

Und holt eine Todtenbahre,

und Breter dick und fest,

auch muß sie sein noch länger,

als wie zu Mainz die Brück’,

und holt mir auch zwölf Riesen,

die müssen noch stärker sein

als wie der starke Christoph

im Dom zu Cöln am Rhein.

Die sollen den Sarg forttragen,

Und senken ins Meer hinab,

denn solchem großen Sarge

gebührt ein großes Grab.

Wißt ihr warum der Sarg wohl

So groß und schwer mag sein?

Ich senkt’ auch meine Liebe,

und meinen Schmerz hinein.

## Editionen
- Übertragung aus dem Autograph bei imslp.org. Notenedition (2023, Creative Commons Attribution-ShareAlike 4.0 – Lizenz) von Danijel Drilo.